# 최종윤 (권투 선수)
최종윤(1983년 4월 5일 ~ )은 대한민국의 권투 선수이자 라이트급 프로권투 선수이다.

## 생애
중학교 1학년 때부터 권투를 시작했으며, 실업팀 아마추어 권투선수 시절에 100전이 넘는 경기를 가진 베테랑이다. 아마추어 선수시절 탄탄한 기본기술을 익혀, 신인왕전 당시 라이트급 우승후보로 거론되었다. 2009년 1월 29일 프로 데뷔. 2009년 3월 4일 35회 신인왕전 결승전에서 정병호를 2라운드만에 KO승으로 이김으로써 라이트급 신인왕이 되었다.정확하고 강한 펀치가 특기이다.